# 大阪電車区
大阪電車区（おおさかでんしゃく）は、大阪府大阪市にある西日本旅客鉄道（JR西日本）近畿統括本部の運転士が所属する組織である。

## 歴史
国鉄時代、動力車乗務員は宮原機関区・宮原電車区に配置されていた。のちに国鉄改革の一環で宮原機関区が廃止となり、貨物列車を担当する乗務員と配置車両は吹田機関区へ、旅客列車を担当する乗務員は主に宮原電車区へと集約されてきた。国鉄分割民営化後に、宮原電車区の検修部門と乗務員部門が分割された。
- 1988年（昭和63年）3月13日：大阪運転区と宮原電車区大阪派出所を統合して、大阪電車区が発足[1]。